# Condado de Andrew
O Condado de Andrew é um dos 114 condados do estado americano de Missouri. A sede do condado é Savannah, e sua maior cidade é Savannah. O condado possui uma área de 1 131 km² (dos quais 3 km² estão cobertos por água), uma população de 16 492 habitantes, e uma densidade populacional de 15 hab/km² (segundo o censo nacional de 2000). O condado foi fundado em 1841.